# ゴールドディギング

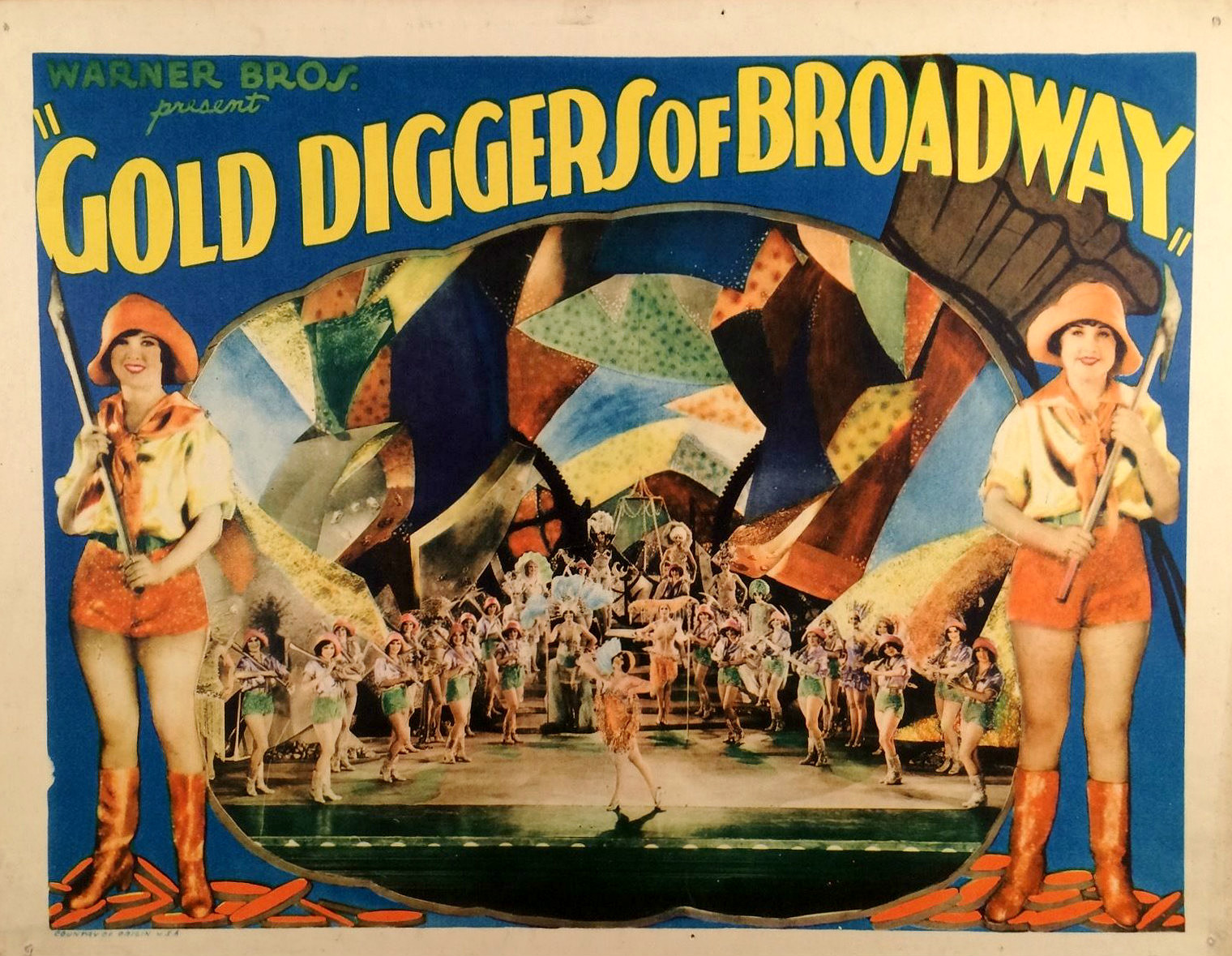
1929年の映画『ブロードウェイのゴールドディガー』のロビーカード

ゴールドディギング（gold digging、直訳すると「金鉱の採掘」）とは、人（特に女性）が、恋愛ではなく金銭のために他の人と交際することである。日本語の玉の輿に近い概念である。そのような人のことをゴールドディガー(gold digger)、または漢字の金採掘者、という。
1920年代の女優ペギー・ホプキンス・ジョイスはゴールドディガーの典型的な例とされ、この言葉自体が彼女を説明するために作られたものと主張する者もいる。
1919年の舞台『ゴールドディガーズ』によって、それまで「金鉱の坑夫」を意味していたこの言葉が現在の意味で使われるようになった。この劇は1923年に映画化された。
1920年代と1930年代のアメリカ映画では、ゴールドディガーは次第に妖婦(vamp)へと変わって行く典型的なファム・ファタールである。